# Limnephilus indivisus
Limnephilus indivisus là một loài Trichoptera trong họ Limnephilidae. Chúng phân bố ở miền Tân bắc.